# Platythomisus insignis
Platythomisus insignis là một loài nhện trong họ Thomisidae.
Loài này thuộc chi Platythomisus. Platythomisus insignis được Mary Agard Pocock miêu tả năm 1899.